# Nell (musikgrupp)
Nell (hangul: 넬) är ett sydkoreanskt rockband bildat år 2001.
Gruppen består av de fyra medlemmarna Lee Jae-kyong, Jung Jae-won, Lee Jung-hoon och Kim Jong-wan.

## Medlemmar

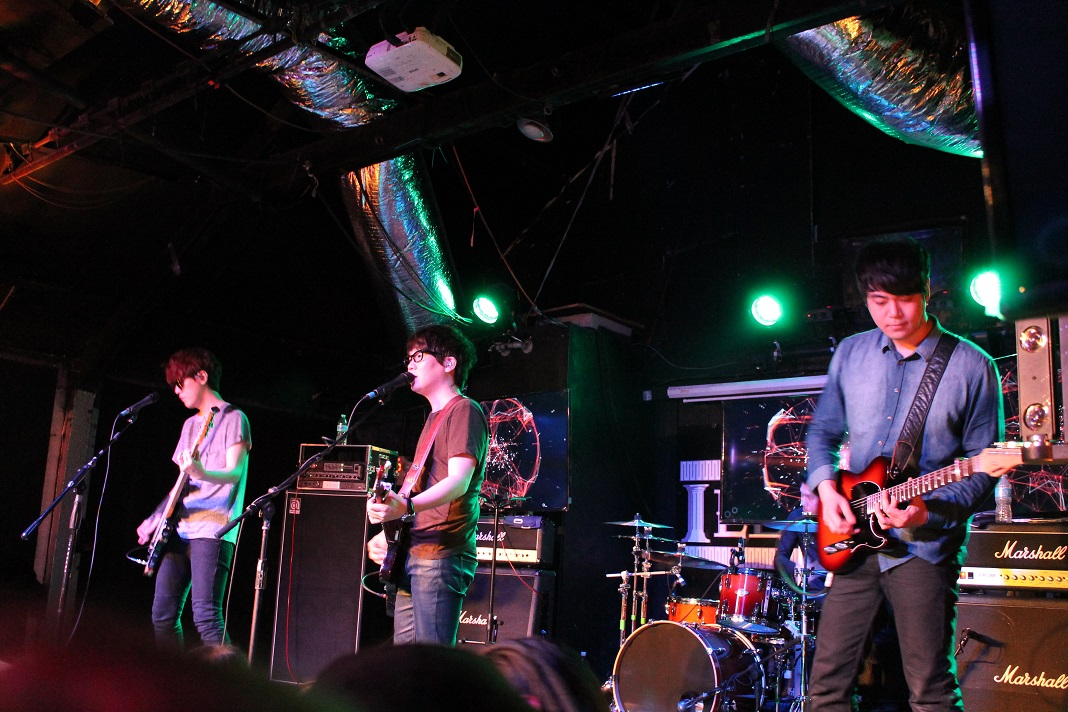
Nell framträder i samband med South by Southwest i Austin i Texas år 2014.

| Födelsenamn   | Födelsenamn | Födelsedatum     |
| Romanisering  | Hangul      | Födelsedatum     |
| ------------- | ----------- | ---------------- |
| Lee Jae-kyong | 이재경      | 13 maj 1980      |
| Jung Jae-won  | 정재원      | 4 augusti 1980   |
| Lee Jung-hoon | 이정훈      | 11 november 1980 |
| Kim Jong-wan  | 김종완      | 24 december 1980 |

## Diskografi

### Album
| Albuminformation                                          | Topplacering          |
| Albuminformation                                          | Sydkorea (Gaon Chart) |
| --------------------------------------------------------- | --------------------- |
| Reflection of (Studioalbum) - Släppt: 19 januari 2001     | —                     |
| Speechless (Studioalbum) - Släppt: 26 september 2001      | —                     |
| Let It Rain (Studioalbum) - Släppt: 12 juni 2003          | —                     |
| Walk Through Me (Studioalbum) - Släppt: 18 november 2004  | —                     |
| Healing Process (Studioalbum) - Släppt: 21 september 2006 | 51                    |
| Let's Take a Walk (EP-skiva) - Släppt: 25 juni 2007       | —                     |
| Separation Anxiety (Studioalbum) - Släppt: 21 mars 2008   | 59                    |
| Slip Away (Studioalbum) - Släppt: 10 april 2012           | 1                     |
| Holding Onto Gravity (EP-skiva) - Släppt: 3 december 2012 | —                     |
| Escaping Gravity (EP-skiva) - Släppt: 10 juni 2013        | —                     |
| Newton's Apple (Studioalbum) - Släppt: 27 februari 2014   | 6                     |
| C (Studioalbum) - Släppt: 19 augusti 2016                 | 7                     |

### Singlar
| År   | Titel                                 | Topplacering          |
| År   | Titel                                 | Sydkorea (Gaon Chart) |
| ---- | ------------------------------------- | --------------------- |
| 2003 | "Cat"                                 | —                     |
| 2003 | "Stay"                                | —                     |
| 2004 | "Thank You"                           | —                     |
| 2006 | "Losing Heart"                        | —                     |
| 2006 | "Good Night"                          | —                     |
| 2006 | "Cure"                                | —                     |
| 2008 | "Time Spent Walking Through Memories" | —                     |
| 2008 | "Recede"                              | —                     |
| 2008 | "Part 2"                              | —                     |
| 2012 | "The Day Before"                      | 3                     |
| 2012 | "White Night"                         | 5                     |
| 2013 | "Words You Shouldn't Believe"         | 66                    |
| 2013 | "Ocean of Light"                      | 7                     |
| 2014 | "Four Times Around the Sun"           | 11                    |
| 2014 | "The Great Escape"                    | 87                    |
| 2014 | "Green Nocturne"                      | 9                     |
| 2015 | "Star Shell"                          | 77                    |
| 2015 | "Lost In Perspective"                 | 25                    |
| 2016 | "Dream Catcher"                       | 93                    |
| 2016 | "Vain Hope"                           | —                     |
| 2016 | "Loop"                                | 37                    |